# 鲜卑花
鲜卑花（学名：Sibiraea laevigata），为蔷薇科鲜卑花属下的一个植物种。